# Élections législatives arubaines de 2005
Les élections législatives arubaines de 2005 se déroulent le 23 septembre 2005 à Aruba. Elles sont remportées par le Mouvement électoral du peuple, au pouvoir depuis 2001. Nelson Oduber est reconduit au poste de Ministre-président d'Aruba.

## Système politique et électoral
L'île d'Aruba est une île néerlandaise des caraïbes organisée sous la forme d'une monarchie parlementaire. L'île forme un État du Royaume des Pays-Bas à part entière depuis qu'elle s'est séparée des Antilles néerlandaises en 1986. La reine Béatrice en est nominalement le chef de l'État et y est représenté par un gouverneur.
Le parlement est monocaméral. Son unique chambre, appelée États d'Aruba, est composée de 21 députés élus pour 4 ans selon un mode de scrutin proportionnel plurinominal dans une unique circonscription. Les États d'Aruba nomment le Ministre-président et les sept membres du Conseil des ministres qu'il dirige. Ce même Ministre-président propose au souverain un gouverneur d'Aruba, représentant de la couronne nommé pour six ans.

## Résultats
|                        |                                     |        |       |        |               |  |  |  |  |
| Partis                 | Partis                              | Voix   | %     | Sièges | +/-           |  |  |  |  |
|                        | Mouvement électoral du peuple (MEP) | 22 002 | 36,29 | 11     | 1             |  |  |  |  |
|                        | Parti populaire arubais (AVP)       | 16 725 | 27,58 | 8      | 2             |  |  |  |  |
|                        | Mouvement patriotique arubain (MPA) | 3 661  | 6,04  | 1      | 1             |  |  |  |  |
|                        | Réseau électoral démocratique (RED) | 3 330  | 5,49  | 1      | Nv            |  |  |  |  |
|                        | Démocratie réelle (PDR)             | 2 414  | 3,98  | 0      | en stagnation |  |  |  |  |
|                        | Organisation libérale d'Aruba (OLA) | 1 725  | 2,84  | 0      | 1             |  |  |  |  |
|                        | Parti patriotique arubain (PPA)     | 1 092  | 1,80  | 0      | en stagnation |  |  |  |  |
|                        | Autres partis (2)                   | 368    | 0,61  | 0      | en stagnation |  |  |  |  |
|                        |                                     |        |       |        |               |  |  |  |  |
| Suffrages exprimés     | Suffrages exprimés                  | 51 317 | 98,71 |        |               |  |  |  |  |
| Votes blancs et nuls   | Votes blancs et nuls                | 673    | 1,29  |        |               |  |  |  |  |
| Total                  | Total                               | 51 990 | 100   | 21     | en stagnation |  |  |  |  |
| Abstention             | Abstention                          | 8 645  | 14,26 |        |               |  |  |  |  |
| Inscrits/Participation | Inscrits/Participation              | 60 635 | 85,74 |        |               |  |  |  |  |